# Зечев Варош
Зечев Варош је насељено мјесто града Слуња, на Кордуну, Карловачка жупанија, Република Хрватска.

## Географија
Зечев Варош се налази око 6 км сјеверозападно од Слуња.

## Историја
Зечев Варош се од распада Југославије до августа 1995. године налазио у Републици Српској Крајини.

## Становништво
Према попису становништва из 2011. године, насеље Зечев Варош је имало 23 становника.
| Демографија | Демографија | Демографија |
| Година      | Становника  | Становника  |
| ----------- | ----------- | ----------- |
| 1981.       | 0           |             |
| 1991.       | 0           |             |
| 2001.       | 22          |             |
| 2011.       |             | 23          |